# Баранець малий
Баранець малий , гаршнеп (Lymnocryptes minimus) — невеликий прибережний птах родини баранцевих (Scolopacidae). Єдиний представник роду Малий баранець (Lymnocryptes). В Україні пролітний, зрідка зимуючий птах.

## Морфологічні ознаки та діагностика в природі
Кулик середнього розміру, забарвленням дуже подібний до баранця звичайного, але помітно менший за нього. Маса тіла 50-90 г, довжина тіла 11-19 см, розмах крил 30-36 см. Зверху темно-бурий, зі світлою строкатістю; спина з зеленим і пурпуровим полиском та поздовжніми вохристо-жовтими смугами; через лоб, тім'я і потилицю проходить темна смуга; воло буре, з темними рисками; решта низу біла, на боках жовтий відтінок; махові пера темно-бурі, другорядні — з вузькою білуватою верхівкою; хвіст загострений, темно-бурий, з іржастими плямами; дзьоб і ноги зеленкувато-бурі.
Від інших баранців і слукви відрізняється меншими розмірами і відносно коротшим дзьобом, від болотяного побережника — рівним дзьобом і вохристо-жовтими смугами на спині. Характерний зліт баранця малого, під час якого він летить нешвидко, повільніше від баранця звичайного, і пурхає то в один, то в другий бік, нагадуючи польотом денного метелика або кажана. Після короткого перельоту знову сідає на землю.

## Поширення
Гніздовий ареал охоплює Євразію від Скандинавії на схід до нижньої частини басейну Колими. На північ — до зони тундри, на південь — до південного узбережжя Ботнічної затоки, Латвії, північних частин Смоленської, Тульської, Орловської областей Росії, нижньої течії Сури, долини Ками, південної частини Тюменської області, района Томська, басейна Підкам'яної Тунгуски.
Зимує малий баранець в Західній Європі, Середземномор'ї, Прикаспії, тропічній Африці, Індії.
В Україні мігрує на всій території, інколи трапляється взимку на півдні країни.

## Чисельність
Чисельність малого баранця у світі оцінюється в понад 1 млн особин, тому його відносять до природоохоронної категорії видів із найменшим ризиком

## Місця існування
Тримається сирих трав'янистих заплав, мохово-осокових боліт, вологих луків з кущами.

## Розмноження

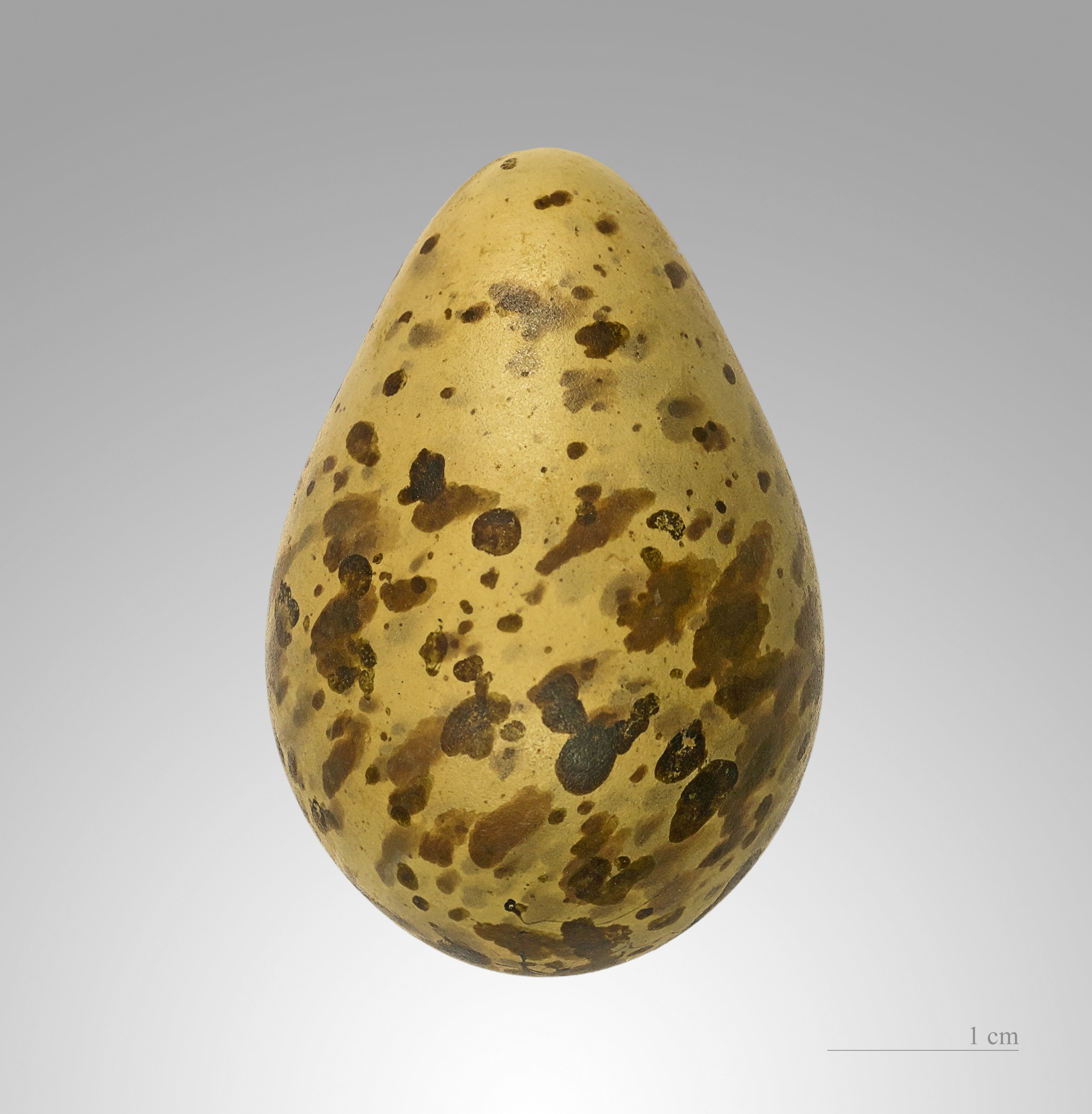
Яйце

У шлюбний період здійснює складні польоти, під час яких вони ритмічно клацають та пікірують з висоти 50 метрів, а також здійснюють хвилеподібні рухи.
Гніздяться на тайгових болотах або заплавних луках. Гніздо на землі. Як і інші кулики, відкладаються зазвичай 4 яйця.

## Живлення
Живляться малі баранці головним чином дрібними безхребетними та насінням, яке вони знаходять на поверхні ґрунту.